# Centro de Recrutamento da Força Aérea
O Centro de Recrutamento da Força Aérea (CRFA) tem por missão proceder às operações de divulgação e de recrutamento de cidadãos com destino à prestação voluntária do serviço militar, nas suas diferentes formas e prestar apoio administrativo e social aos militares que se encontram fora da efetividade de serviço.
Sito no Complexo do Hospital das Forças Armadas (HFAR), Complexo do Lumiar, em Lisboa, depende hierarquicamente do Comando de Pessoal da Força Aérea (CPESFA). Do CRFA faz também parte o Núcleo Norte, localizado na Praça Dr. Francisco Sá Carneiro, n.º 219 – 1.º Dto, no Porto.
O Centro de Recrutamento da Força Aérea é chefiado, desde 1 de abril de 2019, pelo Coronel, Técnico de Manutenção de Material Aeronáutico (TMMA), Aires Manuel Tavares Marques.

## História
Com a Força Aérea se tornando um ramo separado em 1952, unidades autónomas de recrutamento seriam criadas a partir de 1956, visando organizar a mobilização para o ramo, com a sua criação oficial ocorrendo em 11 de Dezembro de 1964, com o nome de " Centro de Recrutamento e Mobilização". As suas competências e estruturas seriam expandidas ao longo dos anos, especialmente a partir de 1977, quando recebeu também a missão de apoio os familiares dos militares ou civis falecidos, procurando resolver problemas das famílias afetadas de uma forma rápida e eficiente. 
Com a Lei de Serviço Militar de 1999 e a mudança estrutural do papel das Forças Armadas, o Centro seria restruturado até 2001, passando a ter a sua atual missão de recrutar jovens para o serviço voluntário, além de os apoiar e guiar nos concursos e recrutamentos.

## Infra-estruturas e meios de divulgação
O Centro de Recrutamento encontra-se dividido em quatro núcleos: o Núcleo de Informação e Marketing, o Núcleo de Candidaturas e Alistamento, a Aérea de Apoio aos Militares Fora da Efetividade de Serviço e o Núcleo Norte. O CRFA é composto por diversas salas de trabalho, uma sala de briefing, uma sala de estar para os candidatos e alojamentos para os mesmos.
Dispõe de três viaturas (duas alocadas ao CRFA Lisboa e uma ao Núcleo Norte) equipadas com todo o material necessário para divulgar a Força Aérea em escolas, centros de emprego, feiras e outros eventos em todo o país.

## Recrutamento
Assim, o recrutamento tem-se adaptado ao panorama atual, acompanhando as tendências e os interesses do público-alvo, recorrendo a novas estratégias e campanhas mais atrativas, consubstanciadas numa forte aposta no domínio digital, de forma a incentivar os jovens à prestação de serviço militar na Força Aérea.

## Provas de seleção
Durante o processo de recrutamento, os/as candidatos/as são submetidos/as a diversas provas de classificação e seleção, de modo a avaliar se o perfil psicofísico dos mesmos se adequa à prestação de serviço militar.
A 1ª fase das provas é a fase documental, onde os/as candidatos/as devem entregar todos os documentos necessários para efetuar a candidatura. Após análise e verificação dessa documentação, os/as candidatos/as são convocados/as para a realização das provas.
A 2ª fase das provas consiste nas Provas de Classificação e Seleção propriamente ditas. As primeiras provas são as Provas de Avaliação da Condição Física e, caso sejam considerados/as aptos/as nesta primeira prova, avançam para a prova seguinte, as Provas de Avaliação Psicológica e a Prova de Conhecimentos de Inglês. Por fim, caso tenham ficado aptos, realizam as Inspeções Médicas. As provas têm, previsivelmente, duração de três a cinco dias úteis. Se o candidato ficar apto em todas as provas, aguarda a publicação da lista de seriação, onde terá conhecimento se prossegue ou não para a Instrução Básica (Recruta). 

## Ligações Externas
- Site Oficial do CRFA
- Site da Força Aérea sobre o CRFA